# 五街道雲助
五街道 雲助（ごかいどう くもすけ）は、落語家の名跡。当代は六代目。「五海道」「五海堂」、「雲輔」と書かれた文献が多い。
明確な資料が残っておらず代数がはっきりしていないため、当代の師匠である十代目金原亭馬生が当代を勝手に六代目とした。
- 五海堂雲輔 - 後∶五明楼国輔
- 五海堂雲輔（1850年8月 - ？） - 本名∶田中 桂助。1889年6月、柳派の書記を担当していた春麗亭柳花著の『落語家名前欄』に「雲輔」で開業届けが出ている。
- 五海堂雲輔（1855年11月15日 - ？） - 本名∶秋田 亀吉。『名前欄』に1890年11月に「五明楼山輔」、1893年6月に「雲輔」で開業届けが出ている。その後番付などに10年近く記載されている
- 五海道雲輔（1870年4月9日 - ？） - 本名∶市川 留吉。1911年・1915年の名簿に名前が出ているが詳細は不明。
- 六代目五街道雲助 - 本項にて記述

六代目五街道 雲助（ごかいどう くもすけ、1948年3月2日 - ）は、東京都墨田区出身・在住の落語家。落語協会所属。出囃子は『箱根八里』。本名∶若林 恒夫。重要無形文化財保持者（人間国宝）。勲章は旭日小綬章。

## 経歴
明治大学商学部中退後1968年2月1日、十代目金原亭馬生に入門。前座名は「金原亭駒七」。
1972年11月に柳家さん喬、柳家さん治、金原亭駒三、三遊亭梅生、立川談十郎、三遊亭楽松と共に二ツ目昇進。「六代目五街道雲助」と改名。二ツ目昇進時、師匠の十代目金原亭馬生にお願いをして、手拭いの柄を描いて貰った時に「六代目でいいやなぁ」と言われ、そのまま「六代目」と描かれたので、その後「六代目」と名乗っているとのこと。
1979年に「第2回 にっかん飛切落語会」努力賞を、1980年に「第3回 にっかん飛切落語会」若手落語家奨励賞受賞。 
1981年3月、柳家さん喬、三遊亭歌司、七代目むかし家今松、二代目金原亭馬の助、橘家竹蔵、三遊亭圓龍と共に真打昇進。
2009年、文化庁芸術祭優秀賞受賞。2014年、芸術選奨文部科学大臣賞大衆芸能部門受賞。
2016年11月に紫綬褒章を受章した。
2023年7月21日、文化審議会が重要無形文化財保持者（人間国宝）に五街道雲助を含む12名を認定するよう答申した。落語家の人間国宝は五代目柳家小さん（1995年）、三代目桂米朝（1996年）、十代目柳家小三治（2014年）に次ぐ4人目の認定となる。
2024年9月、墨田区名誉区民となる。同年11月、浅草芸能大賞を受賞した。
2025年1月、令和6年度「スターの手型」被顕彰者となった。
2025年4月の春の叙勲で旭日小綬章を受章した。

## 芸歴
- 1968年2月 - 十代目金原亭馬生に入門、前座名「駒七」。
- 1972年11月 - 二ツ目昇進、「五街道雲助」と改名。
- 1981年3月 - 真打昇進。

## 人物
2017（平成29）年1月13日の皇居での歌会始の儀に、陪聴者として列席している。
林家時蔵とは生年月日（1948年3月2日）が一緒であり、両国中学校で同じクラスだった。
浅草にあった飲み屋「かいば屋」を、自身の落語の原点としている。
真打昇進の時の口上書は野坂昭如が書いている。
二ツ目時代、武智歌舞伎塾に入りいくつかの公演に出演している。
趣味∶パソコン、ビデオ鑑賞、ゼビウス
1998年に自身で立ち上げたホームページのアドレスと基本デザインが、2022年現在で20年以上変更・移転せずに現役で利用され続けている。
六代目古今亭志ん橋、柳家喜多八と「九識の会」（く（もすけ）・し（んきょう）・き（たはち））を開催していた。会は後に「のれん噺」とタイトルを変更。
2023年9月17日放送のNHK Eテレ「カラーで蘇る古今亭志ん生」において、駒七時代に師匠から、長女である志津子(池波志乃)の前で「一緒になる気はないか」と結婚を打診された事があると明かした。

## 演目

### 古典落語
- 粟餅
- 家見舞
- 鰻の幇間
- 厩火事
- 大安売り[注 1]
- 大山詣り
- おせつ徳三郎
- お富与三郎
- お初徳兵衛
- お若伊之助
- 景清
- 掛取萬歳
- 火焔太鼓[注 2]
- 鰍沢
- 火事息子
- 替り目
- 九州吹き戻し
- くしゃみ講釈
- 首提灯
- 汲み立て
- 強情灸
- 黄金餅
- 子別れ
- 芝浜
- 心中時雨傘
- 千両蜜柑
- ずっこけ
- 幇間腹
- 佃祭
- つづら
- 唐茄子屋政談
- 富久
- 中村仲蔵
- 二番煎じ
- 抜け雀
- 初霜
- 花見の仇討
- 干物箱
- 船徳
- 文七元結
- 万金丹
- 宮戸川
- 妾馬
- 百川
- 宿屋の富
- やんま久次
- 夢金
- 淀五郎
- らくだ
- 藁人形

#### 怪談噺
- 死神
- 豊志賀
- 猫定
- もう半分

#### 廓噺
- 明烏
- 幾代餅
- 居残り佐平次
- お直し
- お見立て
- 五人廻し
- 品川心中
- 辰巳の辻占
- 付き馬
- 徳ちゃん
- 文違い
- 木乃伊取り
- 山崎屋

### 改作
- 夜鷹そば屋
- 人情噺・火焔太鼓
- 浪曲社長

### 新作
- 五百羅漢[注 3]
- 電話の遊び
- ジャズ息子[注 4]

## 受賞
- 1979年：第2回にっかん飛切落語会 努力賞
- 1980年：第3回にっかん飛切落語会 若手落語家奨励賞
- 2009年：文化庁芸術祭 優秀賞
- 2014年：平成25年度（第64回）芸術選奨文部科学大臣賞（大衆芸能部門）
- 2016年：紫綬褒章
- 2023年：重要無形文化財保持者（人間国宝）
- 2024年：第41回浅草芸能大賞
- 2025年：令和6年度「スターの手型」被顕彰者
- 2025年：旭日小綬章[14]

## メディア

### CD
- 『キング落語名人寄席 -つづら/千両みかん-』（キングレコード）
- 『朝日名人会ライヴシリーズ19 - 淀五郎/名人長二―仏壇叩き』（ソニーレコード）
- 『ミュージックサプリ〜小咄編〜』（コロムビア）
- 『朝日名人会ライヴシリーズ50 - 中村仲蔵/電話の遊び』（ソニーレコード）
- 『朝日名人会ライヴシリーズ54 - 真景累ヶ淵―豊志賀の死』（ソニーレコード）
- 『朝日名人会ライヴシリーズ64 - 替り目/お直し』（ソニーレコード）
- 『雲助蔵出し１ - 九州吹き戻し/人情噺・火焔太鼓/新版・三十石/妾馬通し 』（2枚組、キントトレコード/イージーオスカー）
- 『雲助蔵出し２ - 初天神/やかん/粗忽の釘/寝床/にわかに』（2枚組、キントトレコード／イージーオスカー）

ほか

### DVD
- 『五街道雲助其の壱　双蝶々・通し』（ビクターエンタテインメント）
- 『五街道雲助其の弐　宮戸川・通し/よかちょろ』（ビクターエンタテインメント）
- 『落語の極　平成名人10人衆　五街道雲助　明烏/猫定』（ポニーキャニオン）
- 『落語百選DVDコレクション』（デアゴスティーニ・ジャパン）  「芝浜」（2号）「妾馬」（5号）「幾代餅」（43号）「壺算」（46号）
- 『落語百選DVDコレクション アンコール二十選」  「宮戸川（通し）」(6号）

ほか

### 映画
- 『深海獣レイゴー』

### TV
- こどもにんぎょう劇場「げんごろうの天のぼり」
- 演芸図鑑（NHK総合）
  - 三遊亭圓歌の演芸図鑑（2012年4月1日） - 「子ほめ」
  - 立川志らくの演芸図鑑（2023年11月26日・12月10日）- トークゲスト
  - 林家正蔵の演芸図鑑（2024年1月28日） - 「堀の内」
  - 桂文珍の演芸図鑑（2025年7月27日） - 「商売根問」
- カラーで蘇る古今亭志ん生（2023年9月17日、NHKEテレ）- ゲスト
- ワルイコあつまれ（2024年1月13日、Eテレ）-「国宝だって人間だ！」ゲスト
- 笑点（2025年7月13日、日本テレビ）- 演芸コーナー「子ほめ」

### ラジオ
- 小痴楽の楽屋ぞめき（2024年9月17日、NHK第一）- 大御所ゲスト

### 著書
- 「雲助、悪名一代 成り下がりの粋」（白夜書房 落語ファン倶楽部新書、2013年9月） ISBN 978-4864940030
- 「雲助おぼえ帳　滑稽噺から芝居噺まで厳選55席を語る」 五街道雲助、長井好弘（朝日新聞出版、2025年6月） ISBN 978-4022520647

## 一門弟子
自身が珍しい名前を名乗っていることから、弟子には真打昇進と同時に珍しい名前を名乗らせている。
- 三代目桃月庵白酒
- 四代目隅田川馬石
- 三代目蜃気楼龍玉